# FC Blauw-Wit Amsterdam
Maillots
Le FC Blauw-Wit Amsterdam est un club de football néerlandais fondé le 10 mai 1902 et basé à Amsterdam.
En 1972, le club fusionne avec De Volewijckers et DWS pour former le FC Amsterdam. Le Blauw-Wit continue alors d'exister dans le football amateur et fusionne en 2015 avec VV De Beursbengels ce qui signifie la fin du club en tant que tel.

## Histoire

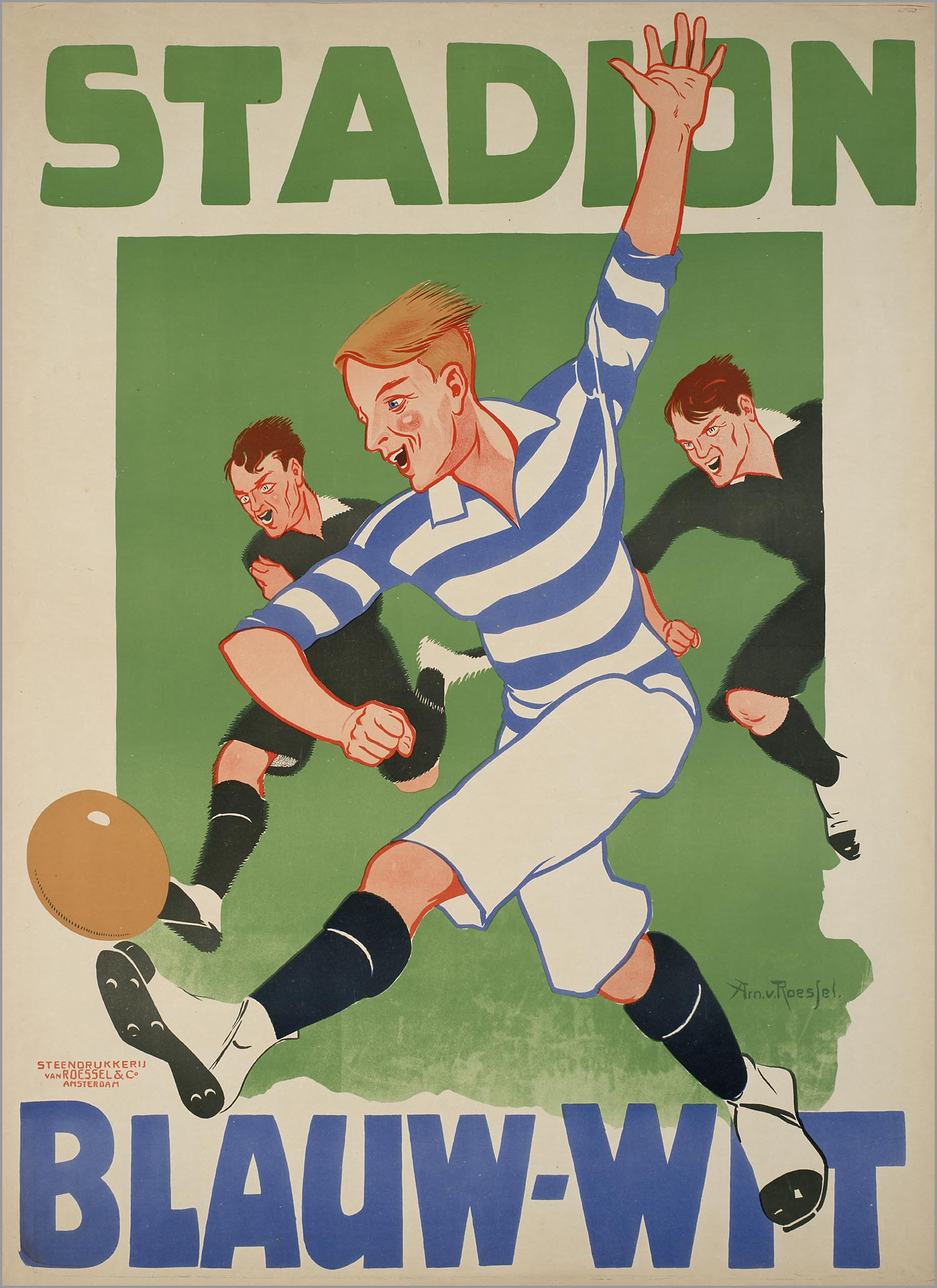
Affiche pour un match de Blauw-Wit dans les années 1920.

Le club est fondé le 10 mai 1902 dans le quartier de Kinkerbuurt à Amsterdam. S'appelant dans un premier temps VICTORIA!, le club change de nom pour Blauw-Wit à la suite d'une fusion avec Holland en 1907. Cette année là le club rentre au sein de la NVB pour participer au championnat de 3e division.
Du temps du football amateur, Blauw-Wit est sept fois champion de son district de Eerste Klasse.
Blauw-Wit devient professionnel en 1954. Il remporte deux fois la deuxième division professionnelle en 1957 et 1961.
Le club fusionne en 1972 avec De Volewijckers et DWS pour former le FC Amsterdam. Le club continue alors dans le football amateur.

## Palmarès
- Championnat des Pays-Bas
  - Vice-champion : 1922, 1940 et 1950
- Championnat des Pays-Bas féminin
  - Champion : 1976

## Rivalité
Blauw-Wit dispute avec l'Ajax le derby d'Amsterdam. La rivalité entre les deux équipes est importante et le chanteur de cabaret Louis Davids réalise un 45 tours en 1929, du nom de De Voetbalmatch, où un affrontement entre les deux clubs est décrit du point de vue d'une jeune fille.

## Infrastructures
De 1914 à 1928, Blauw-Wit joue à Het Stadion, le premier grand stade des Pays-Bas. Il déménage ensuite en 1928 au stade olympique construit tout proche de Het Stadion.